# Hwasong-10
El Hwasong-10 (coreà: 《火性-10》型; Hanja: 火星 10型; lit. Mart Tipus 10), també conegut amb els noms BM-25 i Musudan (coreà: 무수단; Hanja: 舞水端), És un míssil balístic d'abast intermedi desenvolupat per Corea del Nord. El Hwasong-10 va ser revelat per primera vegada a la comunitat internacional en una desfilada militar el 10 d'octubre del 2010 per celebrar el 65è aniversari del Partit del Treball de Corea, encara que els experts creuen que es tractava de maquetes del míssil. El Hwasong-10 s'assembla en forma almíssil llançat des d'un submarí R-27 Zyb de la Unió Soviètica, però és una mica més llarg. Es basa en el R-27 Zyb, que utilitza un motor 4D10 propulsat per dimetilhidrazina asimètrica (UDMH) i tetròxid de nitrogen (NTO). Aquests propulsors són molt més avançats que els compostos de querosè utilitzats en els míssils Scud i Hwasong-7 de Corea del Nord.
Des d'abril del 2016, el Hwasong-10 ha estat provat diverses vegades, amb dos aparents èxits parcials i diversos fracassos. El Hwasong-10 no es va mostrar a les desfilades militars de l'abril del 2017 i el febrer del 2018, cosa que suggereix que el disseny no s'havia desplegat.
Suposant un abast de 3.200 km, el Musudan podria assolir qualsevol objectiu a l'est d'Àsia (incloses les bases militars nord-americanes a Guam i Okinawa). L'inventari és inferior a 50 llançadors.
Al maig de 2017, Corea del Nord va provar amb èxit un nou míssil, el Hwasong-12, amb un abast similar al del Hwasong-10. A la desfilada militar d'abril de 2017 es va exhibir un nou míssil al llançador mòbil Hwasong-10, i és possible que el Hwasong-12 reemplaci el Hwasong-10, que es va mostrar poc fiable durant el seu programa de prova. El Hwasong-10 no es va mostrar a la desfilada militar del febrer del 2018, cosa que suggereix novament que el disseny no s'havia desplegat.